# NGC 6024
NGC 6024 is een spiraalvormig sterrenstelsel in het sterrenbeeld Draak. Het hemelobject werd op 28 juni 1886 ontdekt door de Amerikaanse astronoom Lewis A. Swift.

## Synoniemen
- MCG 11-19-26
- ZWG 319.32
- PGC 56294